# GPIO
다용도 입출력(general-purpose input/output, GPIO)은 입력이나 출력을 포함한 동작이 런타임 시에 사용자에 의해 제어될 수 있는, 집적 회로나 전기 회로 기판의 디지털 신호 핀이다.
GPIO는 특정한 목적이 미리 정의되지 않으며 기본적으로는 사용되지 않는다. GPIO는 어셈블리 레벨의 회로망 설계자(집적 회로 GPIO의 경우에는 회로 기판 설계자, 기판 레벨 GPIO의 경우에는 시스템 통합자, S/I)에 의해 구현되어 있으며 사용 시에는 GPIO의 목적과 동작이 정의된다.

## 집적 회로 GPIO

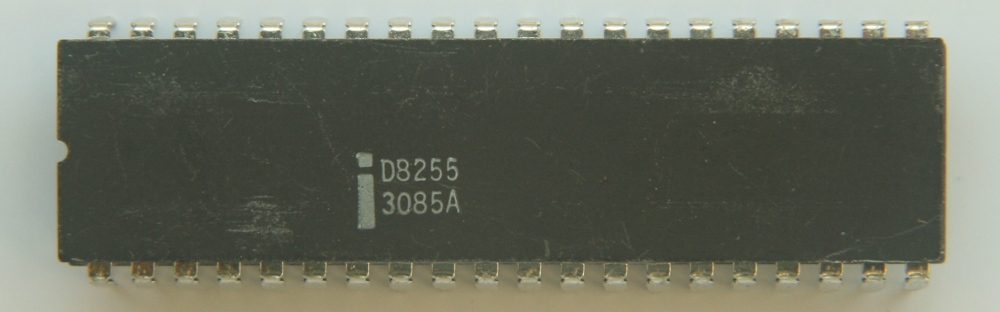
병렬 버스 인터페이스 (인텔 8255)
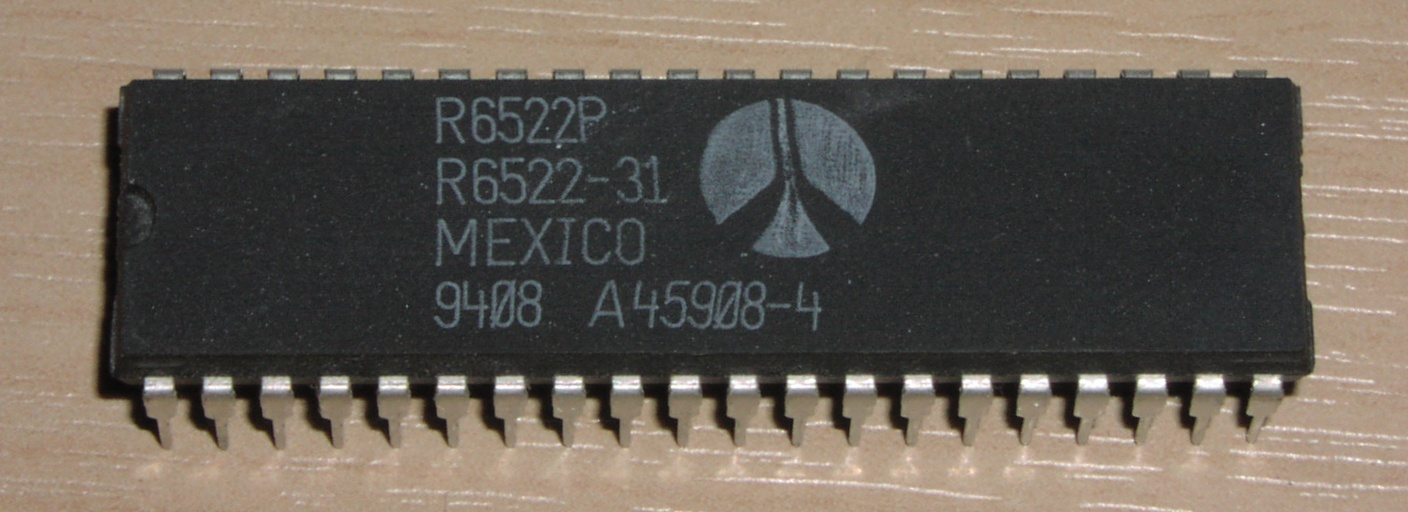
"versatile interface adapter" (MOS 테크놀로지 6522)
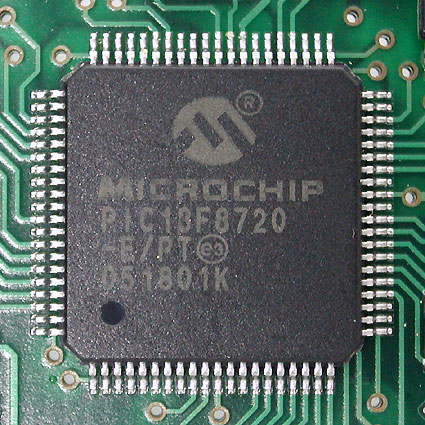
마이크로컨트롤러 (마이크로칩 테크놀로지 PIC24FJ256)

## 기판 레벨 GPIO

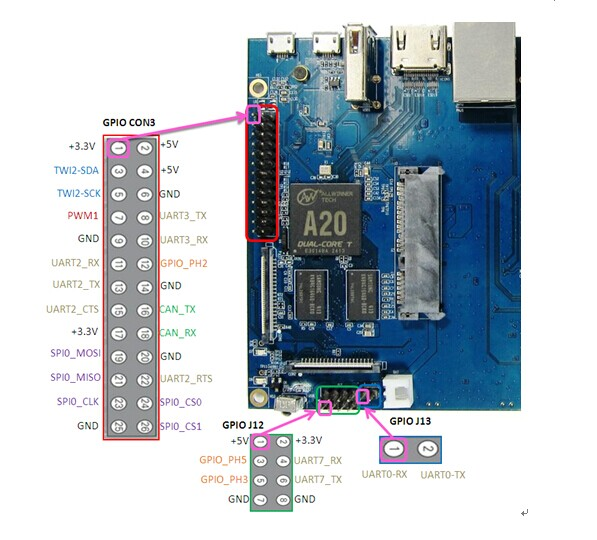
네트워크 라우터 (바나나 Pi R1)
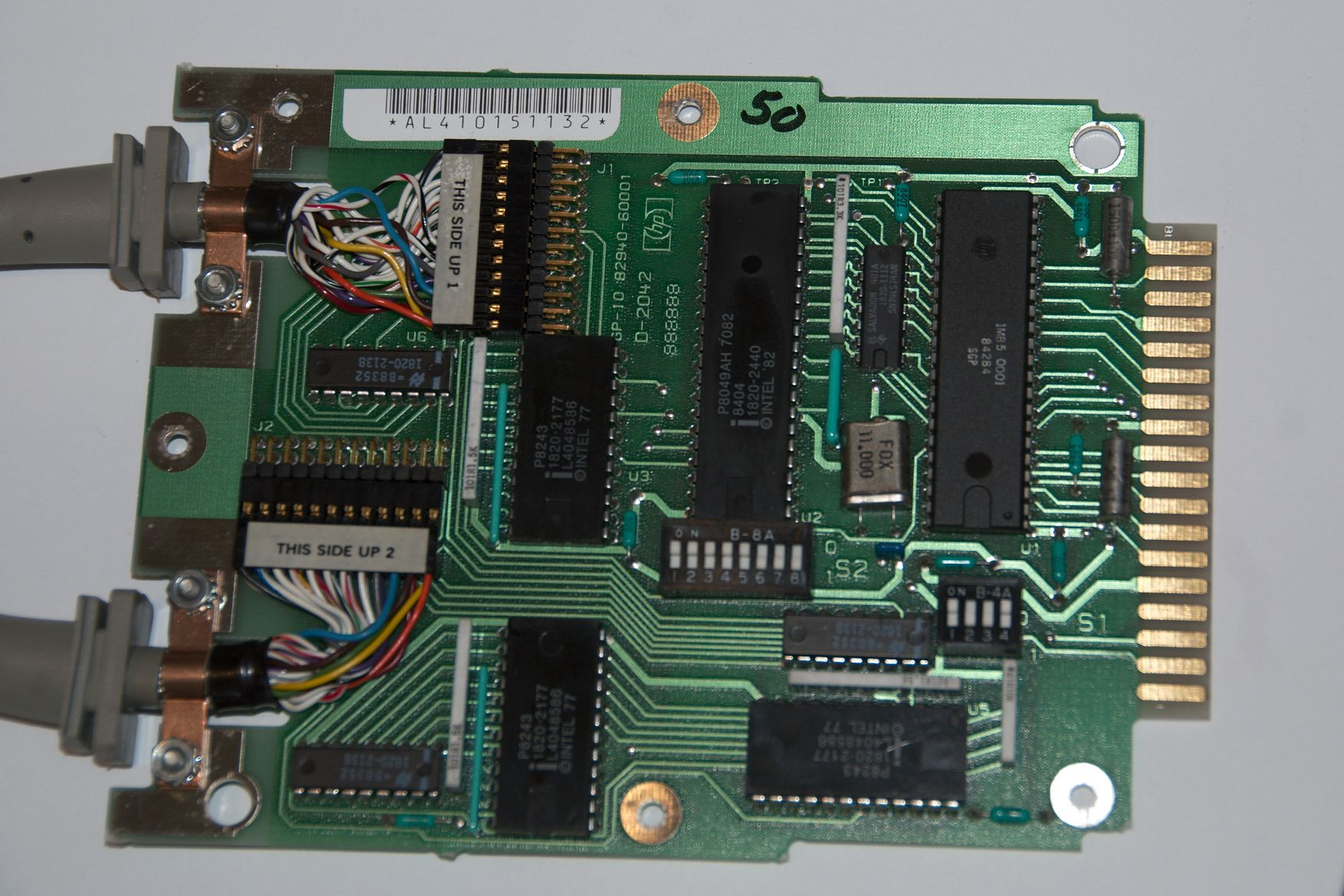
GPIO 인터페이스 (HP 82940A)
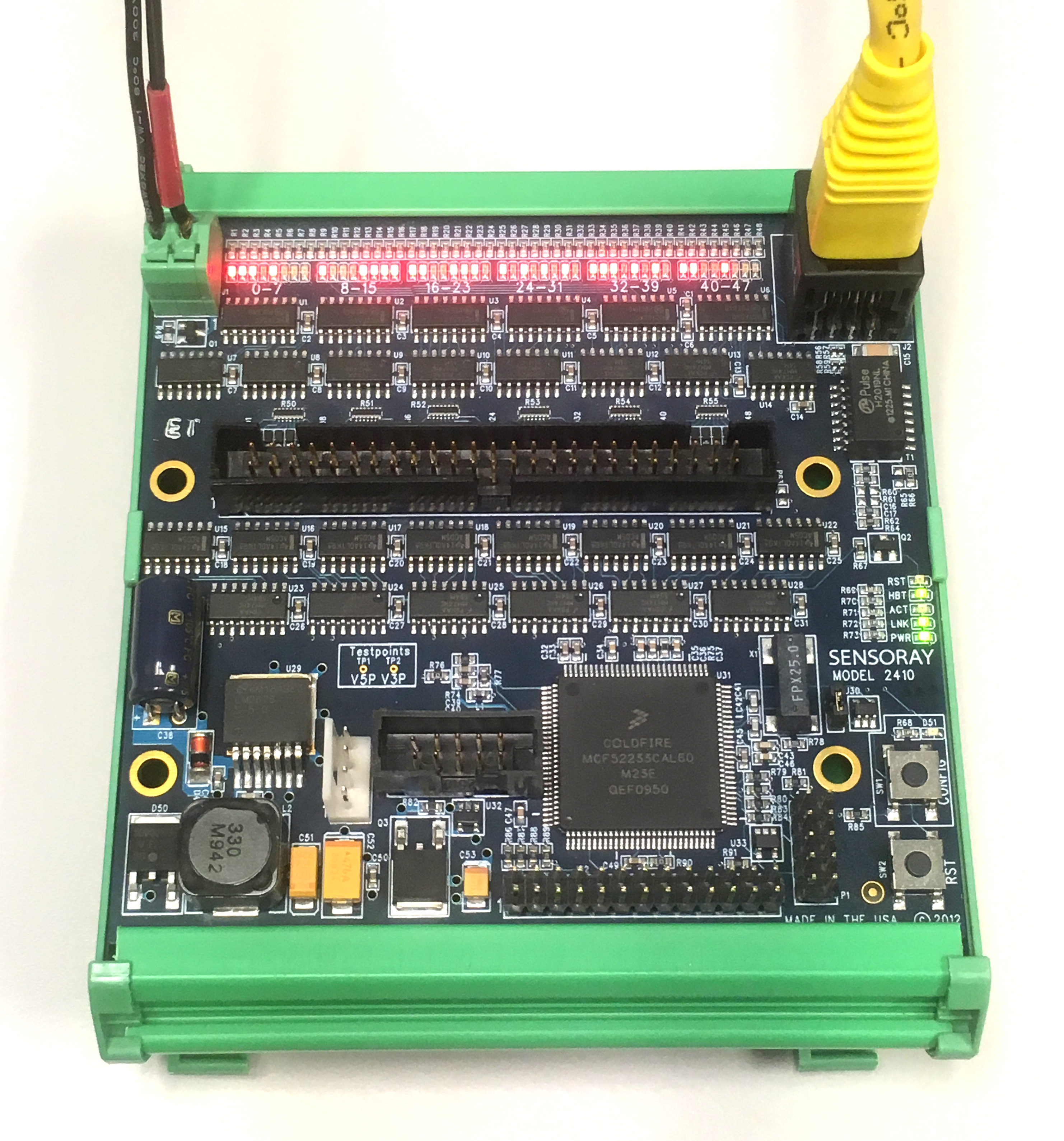
이더넷 인터페이스 (Sensoray 2410)

## 같이 보기
- 프로그램 입출력
- SGPIO